# Bá tước xứ Rosslyn
Bá tước xứ Rosslyn (tiếng Anh: Earl of Rosslyn) là một tước hiệu trong Đẳng cấp quý tộc Vương quốc Liên hiệp Anh. Nó được tạo ra vào năm 1801 để trao cho Alexander Wedderburn, Đệ nhất Nam tước xứ Loughborough, Thủ tướng Anh từ năm 1793 đến năm 1801. Wedderburn đã được trao Nam tước xứ Loughborough, của Loughborough ở Hạt Leicester, trong Đẳng cấp quý tộc Đại Anh vào năm 1780.  Bá tước thứ hai là một Trung tướng trong Quân đội và cũng giữ chức vụ chính trị với tư cách là Chưởng ấn Cơ mật đại thần và Chủ tịch Hội đồng đại thần.
Trụ sở của gia đình là Lâu đài Rosslyn ở Midlothian, Scotland. Bá tước cũng sở hữu Nhà nguyện Rosslyn.